# Caecognathia vemae
Caecognathia vemae är en kräftdjursart som först beskrevs av Menzies 1962.  Caecognathia vemae ingår i släktet Caecognathia och familjen Gnathiidae. Inga underarter finns listade i Catalogue of Life.